# São Vendelino
São Vendelino là một đô thị thuộc bang Rio Grande do Sul, Brasil. Đô thị này có diện tích 32,087 km², dân số năm 2007 là 1794 người, mật độ 55,91 người/km².